# 唐音

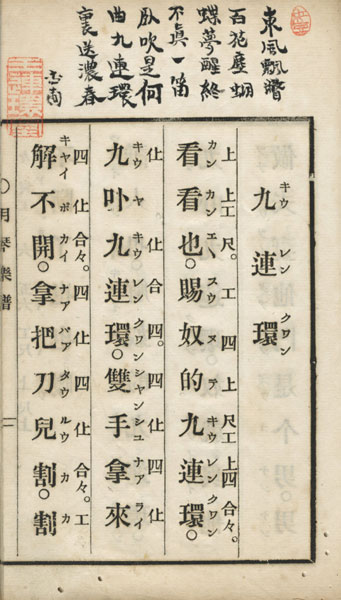
清楽の歌詞。「九」「解」「児」などの音が現代の中国語と異なっており、18世紀前半以前の音を反映していることがわかる。『月琴楽譜』（1878（明治10）年刊）より。

唐音（とうおん・とういん）は、日本漢字音（音読み）において平安時代中期以降、江戸時代末期までに中国から入ってきた字音にもとづくものをいう。宋以降の字音である。唐音の唐は、漢音・呉音と同様に、王朝名を表す（唐朝）のではなく、中国を表す語（唐土）である。

## 概要
室町時代には宋音とも呼ばれた。唐音と宋音をあわせて唐宋音（とうそうおん）とも呼ばれる。唐音は呉音・漢音のようにすべての字にわたる体系的なものではなく、断片的で特定の語と同時に入ってきた音である。遣唐使の中止で途絶えた日中間の交流が、平安末、鎌倉初から再開し、室町、江戸を通じてさかんになって、禅宗の留学僧や民間貿易の商人たちによってもたらされた。したがって唐音のもとになった中国音は時代も土地も多様である。
学術的には中世唐音（これを宋音と呼ぶ人もいる）と近世唐音に分けられる。
- 中世唐音は鎌倉時代の臨済宗・曹洞宗で仏典読誦などに用いられた音。
- 近世唐音は江戸時代の黄檗宗や曹洞宗祇園寺派で仏典読誦などに用いた音、および長崎通事や漢学者が学んだ音。

『言海』の「採収語」中、漢語は13546語あるのに対し、唐音語とされるものは96語しかなく、日本語にはいった語彙数はきわめて小さい。現代人になじみのある唐音語はおおむね中世唐音による。しかし、日常語においてどれが唐音であるかの判定には困難な点が多く、漢字表記が複数あったり、単なる当て字や、呉音・漢音系字音との混種語である可能性のあるものなど、しばしば不確かである。

## 例
- 下（ア）
  - 下火（アコ）
- 行（アン）
  - 行火（アンカ）
  - 行脚（アンギャ）
  - 行宮（アングウ）
  - 行在所（アンザイショ）
  - 行師（アンジ）
  - 行者（アンジャ）
  - 行灯（アンドン）
- 杏（アン）
  - 杏子（アンズ）
  - 杏仁（アンニン）
  - 銀杏（ギンナン）
- 餡（アン）
- 銀（イン）
  - 銀子（インツウ）
- 胡（ウ）
  - 胡散（ウサン）
  - 胡盞（ウサン）
  - 胡乱（ウロン）
- 外（ウイ）
  - 外郎（ウイロウ）
- 回（ウイ）
  - 回回教（ウイウイキョウ）
  - 回礼（ウイレイ）
- 茴（ウイ）
  - 茴香（ウイキョウ）
- 和（オ）
  - 和尚（オショウ）
- 客（カ） 
  - 知客（シカ）
- 羹（カン） 
  - 饅羹（マンカン）
  - 羊羹（ヨウカン）
- 強（ガン）
  - 強盗（ガンドウ）
- 脚（キャ）
  - 行脚（アンギャ）
  - 脚榻（キャタツ）
  - 脚絆（キャハン）
- 俠（キャン）
  - 御俠（オキャン）
- 経（キン）
  - 看経（カンキン）
  - 経行（キンヒン）
  - 諷経（フギン）
- 京（キン）
  - 南京（ナンキン）
- 磬（キン）
  - 引磬（インキン）
  - 磬子（キンス）
- 軽（キン）
  - 剽軽（ヒョウキン）
- 灰（クイ）
  - 石灰（シックイ）
- 火（コ）
  - 下火（アコ）
  - 喝火（カッコ）
  - 火燵（コタツ）
- 箇（コ）
- 茶（サ）
  - 喫茶（キッサ）
  - 茶道（サドウ）
- 生（サン）
  - 生飯（サンパン）
  - 出生（スイサン）
  - 作麼生（ソモサン）
- 知（シ）
  - 知客（シカ）
- 石（シツ）
  - 石灰（シックイ）
- 卓（シツ）
  - 卓袱（シッポク）
- 竹（シツ）
  - 竹篦（シッペイ）
- 直（シツ）
  - 直歳（シッスイ）
- 頭（ジュウ） 
  - 塔頭（タッチュウ）
  - 饅頭（マンジュウ）
- 請（シン）
  - 請暇（シンカ）
  - 普請（フシン）
- 聖（シン）
  - 祝聖（シュクシン）
- 清（シン）
- 子（ス）  
  - 杏子（アンズ）
  - 椅子（イス）
  - 印子（インス）
  - 銀子（インツウ）
  - 金子（キンス）
  - 繻子（シュス）
  - 扇子（センス）
  - 楪子（チャツ）
  - 刀子（トウス）
  - 緞子（ドンス）
  - 払子（ホッス）
  - 様子（ヨウス）
  - 綾子（リンズ）
- 司（ス）
  - 西司（セイス）
  - 東司（トウス）
  - 副司（フウス）
- 笥（ス）
  - 箪笥（タンス）
- 僧（ス）
  - 売僧（マイス）
- 鼠（ス）
  - 栗鼠（リス）
- 師（ス）
  - 師兄（スヒン）
- 寺（ス）
  - 監寺（カンス）
  - 都寺（ツウス）
  - 副寺（フウス）
- 西（スイ）
  - 西瓜（スイカ）
- 歳（スイ）
  - 直歳（シッスイ）
- 座（ソ）
  - 引座（インゾ）
  - 首座（シュソ）
  - 典座（テンゾ）
- 作（ソ）
  - 作麼生（ソモサン）
- 塔（タツ）
  - 塔頭（タッチュウ）
- 榻（タツ）
  - 脚榻（キャタツ）
- 湯（タン）
  - 湯婆（タンポ）
- 七（チェエ）
- 楪（チャ） 
  - 楪子（チャツ）
- 提（チョウ） 
  - 提灯（チョウチン）
- 灯（チン）
  - 提灯（チョウチン）
- 頂（チン）
  - 頂相（チンゾウ）
- 繊（チン）
  - 巻繊（ケンチン）
- 浄（チン）
  - 東浄（トウチン）
- 聴（チン）
  - 聴叫（チンキョウ）
  - 聴呼（チンコ）
- 亭（チン）
- 桶（ツウ）
  - 面桶（メンツウ）
- 都（ツウ）
  - 都管（ツウカン）
  - 都寺（ツウス）
- 等（テン）
  - 釐等具（レイテング）
- 団（トン）
  - 水団（スイトン）
  - 炭団（タドン）
  - 蒲団（フトン）
- 緞（ドン）
  - 緞子（ドンス）
- 暖（ノン）
  - 暖気（ノンキ）
  - 暖寺（ノンジ）
  - 暖寮（ノンリョウ）
  - 暖簾（ノレン）
- 兄（ヒン）
  - 孔方兄（コウホウヒン）
  - 師兄（スヒン）
- 瓶（ビン）
- 平（ヒン）
  - 難平（ナンピン）
- 餅（ヒン）
  - 巻餅（ケンピン）
- 蒲（フ）
  - 蒲団（フトン）
- 副（フウ）
  - 副寺（フウス）
- 婆（ホ）
  - 湯婆（タンポ）
- 陪（ホイ）
  - 陪堂（ホイトウ）
- 焙（ホイ）
  - 焙炉（ホイロ）
- 菠（ホウ）
  - 菠薐草（ホウレンソウ）
- 袱（ホク）
  - 卓袱（シッポク）
- 払（ホツ）
  - 払子（ホッス）
- 黄（ホツ）
  - 黄絹（ホッケン）
- 孟（マン）
  - 孟浪（マンラン）
- 明（ミン）
- 麼（モ）
  - 作麼生（ソモサン）
- 梅（モイ） 
  - 梅花（モイカ）
- 浪（ラン）
  - 孟浪（マンラン）
- 両（リャン）
  - 両個（リャンコ）
- 六（リュウ）
- 鈴（リン）
  - 火鈴（コリン）
  - 風鈴（フウリン）
- 綾（リン）
  - 綾子（リンズ）
- 釐（レイ）
  - 釐等具（レイテング）
- 薐（レン）　
  - 菠薐草（ホウレンソウ）
- 乱（ロン）
  - 胡乱（ウロン）
- 還（ワン）
  - 還礼（ワンレイ）